# Walcott, North Dakota
Walcott är en ort i Richland County i delstaten North Dakota, USA.